# Heimdall
Pour les articles homonymes, voir Heimdall (homonymie).
Heimdall (Heimdallr en vieux norrois) est un dieu ase de la mythologie nordique. Il est le gardien du pont Bifröst (l'arc-en-ciel qui sépare Ásgard des mondes inférieurs) et a pour charge de souffler dans Gjallarhorn lorsque viendra le Ragnarök. Pendant le Ragnarök, Heimdall est destiné à tuer Loki et à être tué par lui. Il est également le dieu de la lumière et de la lune, fils des neuf mères appelées les vierges ou filles de Geirrendour ou d'Ægir. 
C'est lui qui, sous le nom de Ríg, organise la société humaine en participant à la procréation des premiers représentants des trois classes qui la composent.
Le Heimdallargaldr, un poème attribué à Snorri Sturluson, a été perdu.

## Noms
Il est aussi appelé Hallinskidi ou Rigg. Il est également surnommé l'« Ase blanc ».

### Étymologie
Le nom d'Heimdall, issu du vieux norrois « Heimdallr », évoquerait originellement le bienfaisant feu domestique « qui prospère (-dall) dans sa maison (heim) ».
Une autre étymologie évoquée serait « pilier du monde ».

## Parenté et filiation

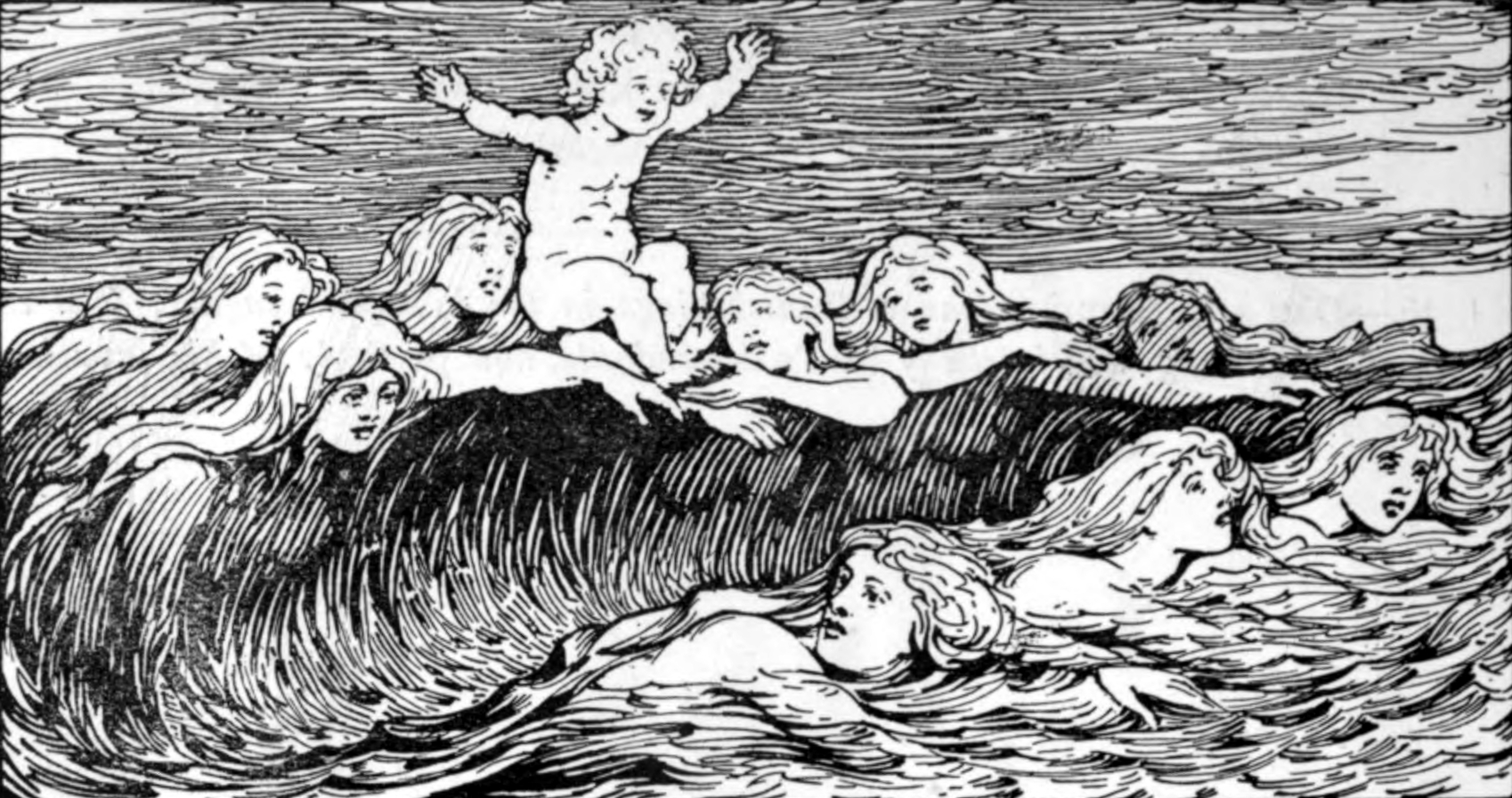
Heimdal et ses neuf mères (1908) par W. G. Collingwood.

Heimdall est décrit comme étant le fils de neuf mères différentes, peut-être les neuf filles d'Ægir (même si ce n'est pas certain car aucun des noms ne correspond à ceux des filles d'Ægir), appelées les « demoiselles des vagues ». Les noms de ses neuf mères sont, par ordre alphabétique : Angeyja, Atla, Eistla, Eyrgjafa, Gjalp, Greip, Imd, Jarnsaxa et Ulfrun.

## Fonctions et interprétations

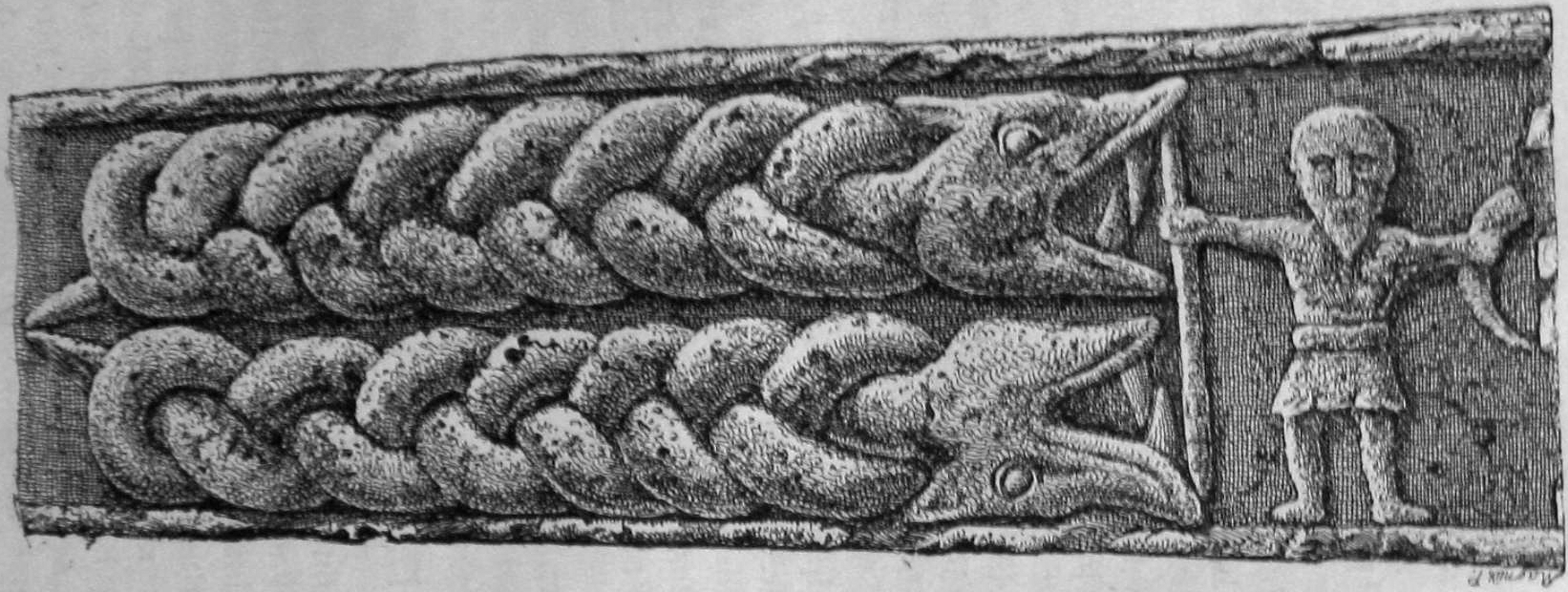
Le panneau de la croix de Gosforth est souvent considéré comme représentant Heimdall tenant Gjallarhorn.

Heimdall est probablement originellement un dieu du feu et « un dieu de la colonne du monde, c'est-à-dire le dieu du centre du monde et de l'ordre sacré ». Il assume la fonction typique d'un « Feu gardien », veilleur des dieux, gardien du pont des Ases face aux géants.
De manière comparable au dieu latin Janus, il est un dieu des commencements. Il engendre la société avec ses trois classes différenciées. Il est le dieu de l'ordre primordial. 
L'opposition de nature qui existe entre Heimdall et Loki est révélatrice de leur profond antagonisme. Il n'est pas étonnant qu'ils se disputent le collier des Brisingar et qu'ils s'affrontent lors du Ragnarök. Heimdall est le dieu d'un âge d'or.
« Face à lui, Loki incarne la subversion sous toutes ses formes, destructrice de cet ordre, et cause de la décadence qui conduit à la catastrophe cosmique ». C'est la raison pour laquelle les destins de Heimdall et de Loki sont étroitement liés et qu'ils sont appelés à se combattre durant le Ragnarök.
Dans son livre Gods and Myths of Northern Europe, Hilda R. Ellis Davidson voit un lien entre Heimdall et les Vanes, notamment dans une strophe du poème Þrymskviða.

## Mythes

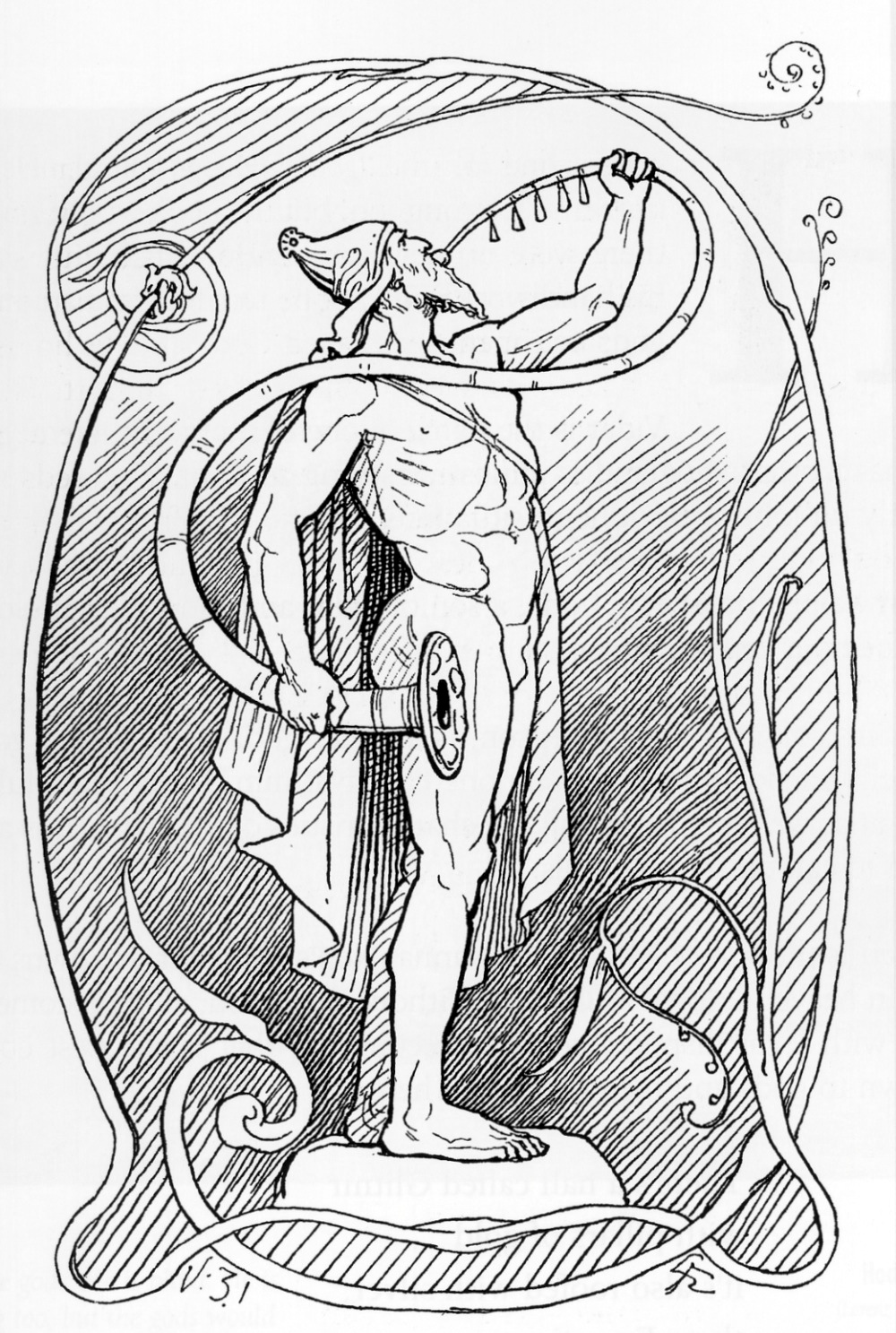
Heimdall souffle dans Gjallarhorn dans une illustration de 1895 de Lorenz Frølich.

Heimdall est le gardien de l'Ásgard. Sa demeure, Himinbjorg (litt. « le château du ciel »), est située en dehors des murailles d'Asgard, à proximité du pont de Bifröst, qui relie l'Asgard au Midgard. Capable d'entendre l'herbe pousser et une seule feuille tomber, ainsi que de voir jusqu'aux confins du monde, Heimdall n'a pas non plus besoin de dormir.
Son cheval est nommé Gulltopp.

### Paternité des trois classes de la société scandinave
Sous le nom de Ríg, Heimdall voyagea par trois fois dans le Midgard, profitant à chaque fois de l'hospitalité d'un couple de classe sociale différente. Dans une métaphore de l'organisation de la société scandinave médiévale, il donna ainsi naissance au premier esclave (Thrall), au premier homme libre (Karl) et au premier noble (Jarl).

### Ragnarök
Lorsque le Ragnarök commencera et que les Jötun approcheront du pont de Bifröst, il sonnera de son cor, appelé Gjallarhorn, dont l'appel, entendu dans les neuf mondes, marquera le début des combats.
Heimdall est destiné à être le dernier à périr lors du Ragnarök. Il affrontera Loki et chacun mourra des mains de l'autre.

## Dans la culture populaire
- Heimdall apparait dans l'univers des comics Marvel, tout comme dans la mythologie, il est le gardien du Bifröst. Dans les films du Marvel Cinematic Universe, il est interprété par Idris Elba.

- Dans le jeu God of War Ragnarök, Heimdall est le protecteur d'Asgard et possède la faculté de tout prévoir. Il sera tué par Kratos pour l'empêcher de tuer Atreus, et lui prend le Gjallarhorn.

### Sources et bibliographie
- (en) Cet article est partiellement ou en totalité issu de l’article de Wikipédia en anglais intitulé « Heimdallr » (voir la liste des auteurs).